# Joop van Waarden
Johannes Alexander (Joop) van Waarden (9 november 1946) is een Nederlandse classicus. Hij is gespecialiseerd in onderzoek naar het werk van de vijfde--eeuwse Gallo-Romeinse bisschop van Clermont-Ferrand Sidonius Apollinaris, een sleutelfiguur in de overgang van de klassieke oudheid naar het middeleeuwse Europa.

## Biografie
Van Waarden behaalde in 1964 het gymnasium α-diploma aan het Gereformeerd Gymnasium in Amsterdam en studeerde in 1969 cum laude af in Latijn, Grieks en patristiek aan de Vrije Universiteit. Van 1969 tot 1977 was hij werkzaam als leraar klassieke talen aan het Hervormd Lyceum West in Amsterdam. Van 1977 tot zijn pensionering in 2007 werkte hij aan het Bonhoeffercollege in Castricum als leraar, conrector en (vanaf 1998) rector. Van 2007 tot 2013 was hij penningmeester van de Vereniging Classici Nederland.
In 2009 promoveerde hij aan de Universiteit van Amsterdam cum laude op het proefschrift Writing to Survive. A Commentary on Sidonius Apollinaris Letters Book 7. Volume 1: The Episcopal Letters 1-11. Hij was onderzoeker Latijn bij de Universiteit van Amsterdam van 2009 tot 2018 en heeft sinds 2018 eenzelfde aanstelling aan de Radboud Universiteit Nijmegen.

## Sidonius Apollinaris voor de 21e eeuw
Van Waarden is pionier van de Sidoniusstudies in Nederland en een van de drijvende krachten achter een internationaal netwerk van wetenschappers dat zich toelegt op een hedendaagse uitgave en interpretatie van Sidonius' werk: "Sidonius Apollinaris for the 21st Century". Het netwerk in mede mogelijk gemaakt door langjarige financiële ondersteuning van het Netherlands Institute for Advanced Study in the Humanities and Social Sciences (NIAS), de British Academy en de Leverhulme Trust. Conferenties in 2011 in Wassenaar en in 2014 in Edinburgh, in samenwerking met prof. Gavin Kelly en de School of History, Classics and Archaeology van de Universiteit van Edinburgh, waren de ankerpunten voor een traject dat onder meer in 2020 uitmondde in de publicatie van een grote Edinburgh Companion to Sidonius Apollinaris.
Het onderzoek naar Sidonius wordt digitaal ondersteund door zijn Sidonius Apollinaris website.

## Publicaties
Zijn publicaties omvatten onder meer:
- Writing to Survive. A Commentary on Sidonius Apollinaris Letters Book 7. Volume 1: The Episcopal Letters 1-11, LAHR 2, Leuven: Peeters, 2010
- Writing to Survive. A Commentary on Sidonius Apollinaris Letters Book 7. Volume 2: The Ascetic Letters 12-18, LAHR 14, Leuven: Peeters, 2016
- met Gavin Kelly (red.), New Approaches to Sidonius Apollinaris, LAHR 7, Leuven: Peeters, 2013
- met Gavin Kelly (red.), The Edinburgh Companion to Sidonius Apollinaris, Edinburgh: Edinburgh UP, 2020, ISBN 978-1-4744-6169-6

## Weblinks
- Sidonius Apollinaris website